# Krajowa Tablica Przeznaczeń Częstotliwości
Krajowa Tablica Przeznaczeń Częstotliwości - dokument rządowy, w randze rozporządzenia, wydawany na podstawie polskiego Prawa komunikacji elektronicznej (w latach 2004-2024 Prawa telekomunikacyjnego) określający przeznaczenie dla poszczególnych służb radiokomunikacyjnych częstotliwości lub zakresów częstotliwości oraz ich użytkowanie. Częstotliwości mogą być użytkowane jako:
- cywilne;
- rządowe;
- cywilno-rządowe.

Krajową Tablicę Przeznaczeń Częstotliwości określa Rada Ministrów realizując politykę państwa w zakresie gospodarki zasobami częstotliwości, spełniania wymagań dotyczących kompatybilności elektromagnetycznej oraz telekomunikacji, z uwzględnieniem międzynarodowych przepisów radiokomunikacyjnych, oraz wymagań dotyczących:
- zapewnienia warunków dla harmonijnego rozwoju służb radiokomunikacyjnych oraz dziedzin nauki i techniki, wykorzystujących zasoby częstotliwości,
- wdrażania nowych, efektywnych technik radiokomunikacyjnych,
- obronności, bezpieczeństwa państwa oraz bezpieczeństwa i porządku publicznego

– kierując się koniecznością zachowania jej aktualności.
Polska Krajowa Tablica Przeznaczeń Częstotliwości spełnia wymagania wynikające z międzynarodowego Regulaminu Radiokomunikacyjnego, jak i z europejskich przeznaczeń częstotliwości ECA (European Common Allocation), opublikowanych w raportach CEPT/ECC. Jest uaktualniana przeważnie po opublikowaniu zmian wprowadzanych podczas kolejnych Światowych Konferencji Radiokomunikacyjnych (WRC).